# Nalot na Bin Ladena
Nalot na Bin Ladena (ang. tytuł Seal Team Six: The Raid On Osama Bin Laden) – oparty na prawdziwych wydarzeniach amerykański film akcji z 2012 roku. Film opowiada o misji amerykańskich żołnierzy w efekcie której zabito długo poszukiwanego przywódcę Al-kaidy Osamę ben Ladena. Premiera filmu odbyła się w telewizji National Geographic Channel 4 listopada 2012 roku. Premierową emisję filmu obejrzało niemal 2,7 miliona Amerykanów.

## Obsada
Zespół SEAL Team
- Tait Fletcher jako D Punch
- Cam Gigandet jako Stunner
- Robert Knepper jako komandor podporucznik
- Kenneth Miller jako Sauce
- Anson Mount jako Cherry
- Freddy Rodríguez jako Trench
- Alvin “Xzibit” Joiner jako Mule

Zespół CIA
- William Fichtner jako pan Guidry
- Kristen Rakes jako analityk CIA
- Kathleen Robertson jako Vivian
- Rajesh Shringarpure jako Waseem
- Eddie Kaye Thomas jako Christian

Pozostali
- Lora Cunningham jako technik TOC
- Jenny Gabrielle jako Tricia
- Mo Gallini jako śledczy
- David House jako technik TOC
- Yon Kempton jako Usama ibn Ladin
- Jahan Khalili jako Khalid
- Keith Meriweather jako dowódca TOC
- Sarah Minnich jako kelnerka
- Alma Sisneros jako dziewczyna Trencha
- Saleem Watley jako Al-Kuwaiti
- Harsh Chhaya jako dr Afridi
- Maninder Singh jako Malik